# McAuliffe-Shepard Discovery Center
Le McAuliffe-Shepard Discovery Center est un musée américain consacrée aux sciences et un planétarium situé à Concord, au New Hampshire.
Le musée est porte les noms de Christa McAuliffe, professeur à la Concord High School sélectionné par la NASA pour être le premier enseignant dans l'espace, et d'Alan Shepard, pilote d'essai originaire de Derry, premier Américain dans l'espace et l'un des douze marcheurs sur la Lune.